# Owner Free Filing System
L'Owner-Free File System (accorciato OFFSystem od OFF) è un file system distribuito per il peer-to-peer concepito appositamente per superare gli ostacoli legali sulla condivisione di opere protette da diritto di autore. La soluzione proposta è indicata come brightnet in quanto consente agli utenti del filesharing di operare alla luce del sole, mentre i file system attuali li costringono ad operare nell'ombra (darknet).
Dal punto di vista tecnico, l'OFFSystem rappresenta i file condivisi tramite una sequenza di blocchi di numeri casuali generati applicando il ben noto Cifrario di Vernam e che possono essere singolarmente utilizzati per rappresentare parti di file distinti.
In questo modo, anche se un insieme di blocchi residenti su un file system possono rappresentare un certo film o una particolare canzone, difatti non è possibile comprovarlo legalmente in quanto non esiste un file univocamente riconducibile all'opera stessa, ma solo tante unità distinte che, prese singolarmente, non hanno alcun significato.

## Storia
Il 14 agosto 2006 CaptainMorgan del The Big Hack invia una lettera "chiusa" indirizzata alla "Copyright Industry Associations of America" (come RIAA e MPAA), affermando che stanno realizzando OFF con lo scopo di porre fine "a tutti i loro problemi con i consumatori che violano il diritto d'autore."

## Brightnets vs. darknets
Il sistema OFF è stato descritto dai suoi fautori come una rete "brightnet"(rete luminosa, in chiaro), per contrasto del suo funzionamento con le reti private darknets o anonime freenets. Invece di anonimizzare gli indirizzi IP degli utenti, i dati scambiati sono casuali e condivisi in modo anonimo. In altre parole, non vi è nessuna mappatura tra un blocco memorizzato e il suo uso nel file recuperato. Ogni blocco memorizzato è simultaneamente usato come una parte di molti altri differenti file. Individualmente, tuttavia, ogni blocco è arbitrariamente nient'altro che un "digital white noise".
Il termine "brightnet" sottolinea anche il fatto che nulla è nascosto in rete. Mentre in una rete darknets si potrebbe condividere materiale protetto da copyright tramite metodi di offuscamento, in una "brightnet" nessuno possiede il sistema nel suo complesso e nessuno può possedere nessuno dei blocchi di dati memorizzati nel sistema.

## Tecnologia

### Introduzione
Questo non è un concetto nuovo, nulla di rivoluzionario: è stato proposto più volte in passato, ma prima di oggi, non c'è stato bisogno di questa tecnologia.
I file "inseriti" in OFFSystem sono trasformati in blocchi causuali di dati attraverso un processo noto come "multi-use encoding" (Codifica multi-uso) in cui si danno più significati e rappresentazioni ad un oggetto. È simile al concetto di carta e penna: si può disegnare, scarabocchiare, tracciare, fare compiti e altro. Anche se si dovesse ricreare un'opera d'arte protetta da copyright, la penna e carta sarebbero ancora legalmente del proprietario. Perché è legale possedere la penna, essa ha più usi e non è uno strumento utilizzato unicamente per attività illecite di copyright. Il possesso del documento è anch'esso legale, in quanto, non è uno strumento utilizzato unicamente per attività illecite di copyright. Essi hanno molteplici usi, "rappresentazioni". Quindi carta e penna possono essere combinati in diversi modi, come 2 differenti file in OFFSystem e non vi è alcun modo possibile di affermare che state tentando di violare i diritti d'autore, perché questo è solo uno degli infiniti modi.
I file sono composti da una sequenza di byte e a sua volta di bit (0 e 1). Se visualizziamo i bit su un'intera riga otteniamo un unico grande numero. Per semplificare immaginiamo un numero decimale, ad esempio il numero 15. Il numero 15 è protetto da Copyright, ma può essere rappresentato da 8 + 7 oppure da 20 - 5 e così via. Quindi se si trasmettono solo i dati (8,7) o (20,5) si sta violando il Copyright?
L'interpretazione è libera da chi riceve i dati.

### Dettagli tecnici di funzionamento
All'interno di un "OFF Cache" sono presenti "blocchi" di un file di formato uniforme di 128KB. Questo file è "ownerless"(senza proprietario) e non rappresenta un derivato di un file originale da cui è stato generato. Poiché tutti i blocchi entro OFF sono uniformi, possono essere associati a un numero infinito di modi di produrre un numero infinito di file.
Per effettuare l'assembramento dei blocchi è necessario una data "ricetta". In questo caso è conosciuta come "blocchi descrittori", tuttavia essendo in alcun modo diversi da qualsiasi altri blocchi nella cache, è impossibile sapere se il blocco di qualsiasi dato sia un blocco descrittore o al contrario di un altro progetto. Questo è il "multi-use encoding".
OFFSystem invece di attuare un'addizione, utilizza un'operazione logica sui blocchi chiamata XOR.
Qui lo schema ASCII di funzionamento del processo.
```
Original Block (XOR) Random Block A
               |
            DERIVES
               |
    Result A (XOR) Random Block B
               |
            DERIVES
               |
    Result B (Final Result).

```

### Evoluzione Progetto
Attualmente il progetto sembra essere giunto a una fase di Stand-by, l'ultima release risale all'ottobre del 2008.
Da poco è stato avviato un progetto denominato "blocksnet", che si presenta come un sistema di storage distribuito, che permette l'inserimento del tutto privato e accesso ai dati da qualsiasi nodo che partecipano alla rete ed è compatibile con la rete OFFSystem.